# Corydalis nakaii
Corydalis nakaii là một loài thực vật có hoa trong họ Anh túc. Loài này được Ishid. mô tả khoa học đầu tiên năm 1928.